# Erich Kleiber
Erich Kleiber (Viena, 5 de agosto de 1890 – Zurique, 27 de janeiro de 1956) foi um maestro austríaco. 
Estudou em Praga. Em 1923, após conduzir a performance da ópera Fidelio de Beethoven na Ópera Estatal de Berlim ele se tornou o diretor musical da instituição. Ganhou notoriedade pelas suas interpretações de obras sinfônicas e repertório operístico. Em 1925 conduziu a estréia mundial de Wozzeck de Alban Berg. Quando a segunda ópera de Berg, Lulu foi proibida pelo Partido Nazista, Kleiber renunciou o seu posto na Ópera de Berlim em sinal de protesto aos nazistas. Kleiber também repudiou seu contrato com o teatro La Scala de Milão em abril de 1939, rapidamente após o regime de Mussolini anunciar o anti-semitismo. 
Mudou-se para Buenos Aires, onde ele trabalhou no Teatro Colón, se tornando o diretor musical do teatro e naturalizando-se argentino em 1938. Especialista no repertório operístico alemão, particularmente com as obras de Richard Wagner. Graças ao prestígio do seu nome, ele conseguiu atrair grandes nomes ao Teatro Colón, como Emanuel List, Kirsten Glagstad, Viorica Ursuleac e Set Svanholm. Algumas de suas performances desta época estão gravadas em CDs. Seu filho, Carlos Kleiber, também foi um renomado maestro.